# Futbol'nyj Klub Tosno 2017-2018
Questa voce raccoglie rosa, risultati e statistiche del Tosno nella stagione 2017-2018.

## Stagione
Questa è stata l'ultima stagione del club che è poi fallito. La prima stagione in massima serie si concluse con l'immediata retrocessione.
È arrivato, però, il clamoroso successo in coppa di Russia.

## Rosa
| N. |                        | Ruolo | Calciatore          |
| -- | ---------------------- | ----- | ------------------- |
| 1  | Russia (bandiera)      | P     | Mikhail Oparin      |
| 3  | Russia (bandiera)      | D     | Aslan Dudiev        |
| 4  | Russia (bandiera)      | C     | Il'ja Žigulëv       |
| 5  | Montenegro (bandiera)  | C     | Nemanja Mijušković  |
| 8  | Russia (bandiera)      | D     | Sergej Sucharev     |
| 9  | Russia (bandiera)      | C     | Rustem Muchametšin  |
| 10 | Russia (bandiera)      | C     | Georgi Melkadze     |
| 11 | Russia (bandiera)      | C     | Aleksandr Makarov   |
| 12 | Russia (bandiera)      | P     | Vasili Lukichev     |
| 13 | Russia (bandiera)      | D     | Vitali Shakhov      |
| 14 | Bielorussia (bandiera) | C     | Aljaksandr Karnicki |
| 15 | Capo Verde (bandiera)  | C     | Nuno Rocha          |
| 16 | Russia (bandiera)      | P     | David Jurčenko      |
| 17 | Russia (bandiera)      | A     | Anton Zabolotnyj    |
| 20 | Russia (bandiera)      | A     | Evgenij Markov      |

| N. |                       | Ruolo | Calciatore          |
| -- | --------------------- | ----- | ------------------- |
| 21 | Uzbekistan (bandiera) | C     | Vagiz Galiulin      |
| 22 | Russia (bandiera)     | C     | Reziuan Mirzov      |
| 23 | Russia (bandiera)     | C     | Aleksandr Trošečkin |
| 25 | Russia (bandiera)     | D     | Andrej Bujvolov     |
| 26 | Serbia (bandiera)     | D     | Rade Dugalić        |
| 27 | Brasile (bandiera)    | C     | Anderson Carvalho   |
| 28 | Russia (bandiera)     | D     | Evgenij Černov      |
| 34 | Russia (bandiera)     | C     | Vladimir Bystrov    |
| 55 | Russia (bandiera)     | C     | Il'nur Al'šin       |
| 57 | Russia (bandiera)     | D     | Ruslan Abazov       |
| 64 | Russia (bandiera)     | D     | Denis Kutin         |
| 77 | Serbia (bandiera)     | C     | Nikola Trujić       |
| 88 | Serbia (bandiera)     | C     | Marko Poletanović   |
| 91 | Russia (bandiera)     | C     | Jan Kazaev          |
|    | Croazia (bandiera)    | A     | Ante Vukušić        |

## Risultati

### Campionato
| San Pietroburgo 15 luglio 2017 1ª giornata | Tosno | 0 – 1 referto | Ufa | Stadio Petrovskij |

| Krasnodar 22 luglio 2017 2ª giornata | Krasnodar | 2 – 0 referto | Tosno | Stadio FC Krasnodar |

| San Pietroburgo 30 luglio 2017 3ª giornata | Tosno | 0 – 1 referto | Zenit San Pietroburgo | Stadio Petrovskij |

| Tula 6 agosto 2017 4ª giornata | Arsenal Tula | 1 – 2 referto | Tosno | Stadio Arsenal |

| San Pietroburgo 9 agosto 2017 5ª giornata | Tosno | 1 – 2 referto | CSKA Mosca | Stadio Petrovskij |

| Mosca 13 agosto 2017 6ª giornata | Lokomotiv Mosca | 0 – 2 referto | Tosno | RZD Arena |

| San Pietroburgo 18 agosto 2017 7ª giornata | Tosno | 0 – 0 referto | SKA-Chabarovsk | Stadio Petrovskij |

| Kazan' 26 agosto 2017 8ª giornata | Rubin | 1 – 0 referto | Tosno | Kazan Arena |

| San Pietroburgo 9 settembre 2017 9ª giornata | Tosno | 2 – 2 referto | Anži | Stadio Petrovskij |

| San Pietroburgo 17 settembre 2017 10ª giornata | Tosno | 2 – 2 referto | Spartak Mosca | Stadio Petrovskij |

| Ekaterinburg 24 settembre 2017 11ª giornata | Ural | 3 – 1 referto | Tosno | SKB-Bank Arena |

| San Pietroburgo 30 settembre 2017 12ª giornata | Tosno | 1 – 0 referto | Terek Groznyj | Stadio Petrovskij |

| Perm' 16 ottobre 2017 13ª giornata | Amkar Perm' | 0 – 0 referto | Tosno | Stadio Zvezda |

| San Pietroburgo 21 ottobre 2017 14ª giornata | Tosno | 1 – 1 referto | Rostov | Stadio Petrovskij |

| Chimki 29 ottobre 2017 15ª giornata | Dinamo Mosca | 0 – 1 referto | Tosno | Arena Chimki |

| San Pietroburgo 4 novembre 2017 16ª giornata | Tosno | 1 – 3 referto | Krasnodar | Stadio Petrovskij |

| San Pietroburgo 19 novembre 2017 17ª giornata | Zenit San Pietroburgo | 5 – 0 referto | Tosno | Stadio San Pietroburgo |

| San Pietroburgo 25 novembre 2017 18ª giornata | Tosno | 3 – 2 referto | Arsenal Tula | Stadio Petrovskij |

| Mosca 1º dicembre 2017 19ª giornata | CSKA Mosca | 6 – 0 referto | Tosno | Arena CSKA |

| San Pietroburgo 11 dicembre 2017 20ª giornata | Tosno | 1 – 3 referto | Lokomotiv Mosca | Stadio Petrovskij |

| Chabarovsk 4 marzo 2018 21ª giornata | SKA-Chabarovsk | 0 – 1 referto | Tosno | Stadion SKA DVO im. V. I. Lenina |

| Saransk 10 marzo 2018 22ª giornata | Tosno | 0 – 1 referto | Rubin | Start Stadion |

| Kaspijsk 17 marzo 2018 23ª giornata | Anži | 2 – 0 referto | Tosno | Anži-Arena |

| Mosca 31 marzo 2018 24ª giornata | Spartak Mosca | 2 – 1 referto | Tosno | Otkrytie Arena |

| San Pietroburgo 8 aprile 2018 25ª giornata | Tosno | 2 – 2 referto | Ural | Stadio Petrovskij |

| Groznyj 13 aprile 2018 26ª giornata | Terek Groznyj | 1 – 0 referto | Tosno | Achmat-Arena |

| San Pietroburgo 22 aprile 2018 27ª giornata | Tosno | 0 – 2 referto | Amkar Perm' | Stadio Petrovskij |

| Rostov sul Don 29 aprile 2018 28ª giornata | Rostov | 2 – 0 referto | Tosno | Rostov Arena |

| San Pietroburgo 5 maggio 2018 29ª giornata | Tosno | 1 – 2 referto | Dinamo Mosca | Stadio Petrovskij |

| Ufa 13 maggio 2018 30ª giornata | Ufa | 5 – 0 referto | Tosno | Neftyanik Stadium |

### Coppa di Russia
| Tjumen' 20 settembre 2017 Sedicesimi di finale | Tjumen' | 1 – 2 referto | Tosno | Stadio Geolog |

| San Pietroburgo 25 ottobre 2017 Ottavi di finale | Tosno                | 0 – 0 (d.t.s.) referto | Tom' Tomsk | SK Petrovskij (MSA) |
| \| \| \| \| \| \| Tiri di rigore 6 – 5 \| \|     |                      |                        |            |                     |
|                                                  |                      |                        |            |                     |
|                                                  | Tiri di rigore 6 – 5 |                        |            |                     |

| San Pietroburgo 28 febbraio 2018 Quarti di finale | Tosno | 2 – 1 referto | Luč Vladivostok | SK Petrovskij (MSA) |

| Mosca 18 aprile 2018 Semifinali              | Spartak Mosca        | 1 – 1 (d.t.s.) referto | Tosno | Otkrytie Arena |
| \| \| \| \| \| \| Tiri di rigore 4 – 5 \| \| |                      |                        |       |                |
|                                              |                      |                        |       |                |
|                                              | Tiri di rigore 4 – 5 |                        |       |                |

| Arbitro: | Karasëv |

|                          |           |             |
| Skvortsov 10’ Mirzov 80’ | Marcatori | 16’ Kireyev |